# 1910 год в истории метрополитена
В этой статье перечисляются основные  события из истории метрополитенов в 1910 году. Полужирным шрифтом выделены открытия новых транспортных систем.

## События
- 9 января — на линии 4 Парижского метрополитена открыты станции: «Сите», «Сен-Мишель», «Одеон», «Сен-Жермен-де-Пре», «Сен-Сюльпис», «Сен-Пласид», «Вавен»[1].
- 6 апреля — на линии 4 Парижского метрополитена открыта станция «Монпарнас — Бьенвеню»[1].
- 23 мая — на линии 3 Парижского метрополитена открыты станции: «Перейр», «Ваграм», «Мальзерб»[1].
- 5 ноября
  - Открылся первый участок линии 7 Парижского метрополитена со станциями: «Порт-де-ля-Виллет», «Корентен-Карью», «Криме», «Рике», «Обервилье — Бульвар-де-ля-Виллет» (впоследствии объединена с «Рю-д’Обервилье» линии 2 и со станцией на линии 5,  10 февраля 1946 года переименована в «Сталинград»), «Шато-Ландон», «Гар-де-л’Эст», «Пуассоньер», «Каде», «Шоссе д’Антен — Ла Файет», «Опера»[1].
  - Открылся первый участок линии 12 Парижского метрополитена со станциями: «Нотр-Дам-де-Лорет», «Трините — д’Эстьен д’Орв», «Сен-Лазар», «Мадлен», «Конкорд», «Ассамбле-Насьональ», «Сольферино», «Рю-дю-Бак», «Севр — Бабилон», «Ренн», «Нотр-Дам-де-Шан», «Фальгьер», «Пастер», «Волонтер», «Вожирар», «Конвансьон», «Порт-де-Версаль»[1].
- 23 ноября — на линии 7 Парижского метрополитена открыта станция «Луи Блан»[1].
- 1 декабря 
  - В Берлинском метрополитене открыта подземная станция «Ноллендорфплац» (нем. Nollendorfplatz) взамен надземной.[2]
  - Открыта Линия U4 Берлинского метрополитена.
- Открытие станции «Мур Парк» на линии Метрополитен Лондонского метро.
- В европейской части Стамбула был электрифицирован Тюнель.
- Было принято решение о реконструкции станции «Виттенбергплац» (нем. Wittenbergplatz) линии U3 Берлинского метрополитена.[2]